# Калантай, Сергей Гавриилович
Сергей Гавриилович Калантай (укр. Сергій Гаврилович Калантай; род. 31 мая 1964, Киев, Украинская ССР) — украинско-немецкий актёр театра и кино, актёр театра имени Ивана Франко в Киеве. Народный артист Украины (2024).

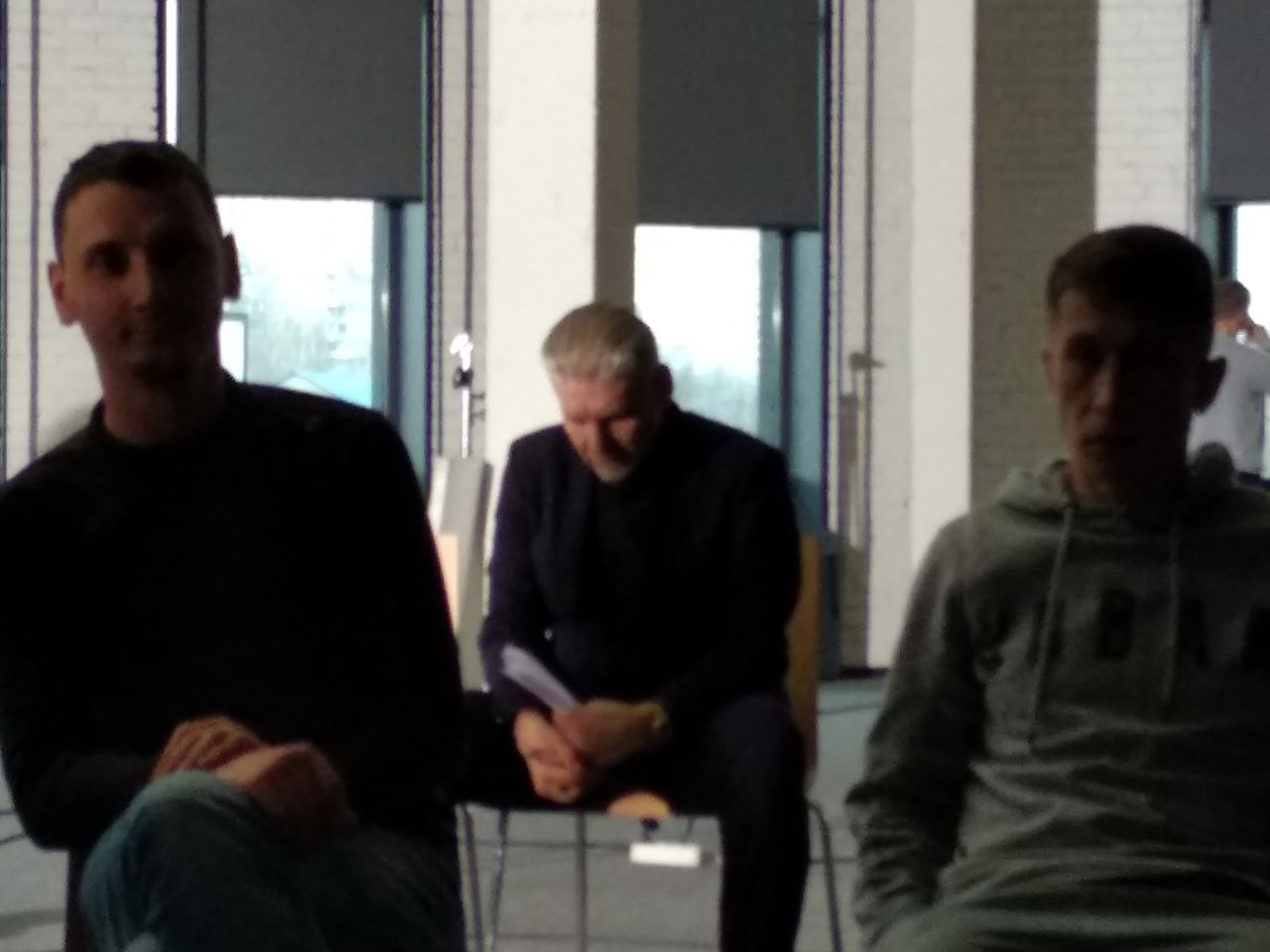
На съёмках сериала «На твоей стороне»

## Биография
Родился 31 мая 1964 года в Киеве. Окончил Киевскую среднюю школу № 201. Высшее театральное образование получил в 1985 году в Киевском национальном университете театра, кино и телевидения имени И. К. Карпенко-Карого (курс профессора В. И. Зимней), окончил университет в 1985 году с дипломом по профессии актёр драматического театра и кино.
С 1982 года начал сниматься в кино, дебют в фильме Б. И. Савченко «Ещё до войны». С 1985 года служил в Театре эстрады и Молодёжном театре в Киеве, был призван в армию. Демобилизован в звании старшего сержанта в 1987 году, после чего зачислен в труппу Киевского Театра на Подоле, где прослужил следующие пять лет. Одновременно выступал на эстраде в казацком дуэте «Лыс Мыкита» с Анатолием Гнатюком.
В 1991 году был удостоен звания лауреата Республиканского конкурса артистов эстрады в Ужгороде и премии за лучшую актёрскую работу на театральном фестивале «Золотой Лев» во Львове (спектакль «Вертеп»).
В 1992 году переехал на постоянное место проживания в Германию (Мюнхен).
В 1996 году дебютировал в театре «Fisch und Plastik» в Мюнхене.
В 1997—1999 годах преподавал мастерство актёра в государственной театральной школе «Otto Falkenberg Schule» в Мюнхене, работал в театре и снимался в немецких, австрийских, швейцарских теле- и кинопроектах.
С 2000 года — преподаватель актёрского мастерства в частной театральной школе «Athanor Akademie» в Бургхаузене. В этом же году как актёр сыграл в театре — проекте EXPO 2000 в Ганновере и поступил в высшую немецкую актёрскую школу DSA на специальность MEDIA режиссёр и актёр TV и RADIO, (Мюнхен). Окончил высшую школу DSA и получил диплом MEDIA-режиссёра и актёра TV и RADIO.
С 2002 по 2008 год — постоянный актёр в театре «Fisch und Plastik» в Мюнхене.
За это время снялся в более 20 фильмах, передачах в Австрии, Швейцарии и Германии.
В совершенстве владеет немецким, польским, русским и украинским языками.
Сыграл 12 главных ролей и 75 больших ролей второго плана в российских, украинских, белорусских кино- и телепроектах.
С 2016 года является актёром труппы Национального академического драматического театра имени Ивана Франко.

## Роли в кино и телепроектах
- 1982 — Ещё до войны — двоюродный брат Раюхи
- 1984 — Макар-следопыт — эпизод
- 2002 — TREIBJAGD Ulrich Stark — NDF — ARD
- 2003 — LICHTER Hans C. Schmid — Claussen&Wöbke — Kino
- 2004 — SPEER UND ER Heinrich Breloer — Bavaria Film ARD
- 2004 — NEUE FREUNDE, NEUES GLÜCK — Christine Kabisch Objektiv Film ARD — Hausmeister Brogdan
- 2004 — UNTER VERDACHT Ulrich Zrenner — PRO GmbH ZDF
- 2005 — HAVARIE Hauptrolle Xavier Koller — C-Films Kino — Gruschko
- 2005 — SOKO 5113 Episodenhauptrolle Jörg Schneider — UFA Film ZDF
- 2005 — DAS KREUZ MIT DER SCHRIFT Jurij Köster — Tellux Film BR
- 2006 — DAS BESTE AUS MEINEM LEBEN Episodenhauptrolle — Ulrich Zrenner PRO GmbH ARD
- 2006 — TATORT «SPÄTSCHICHT» Thorsten Näter — Colonia Media — ARD
- 2007 — DIE PATIN Miguel Alexandre — teamWorx Film Pro7
- 2008 — KEIN SPIEL Johannes Fabrick — Hager Moss Film ZDF
- 2008 — Оттепель — Алекс
- 2008 — Крёстная мать | Die Patin — Kein Weg zurück (Германия) — Борис
- 2008 — Катарсис — главная роль
- 2008 — Гений пустого места — Илья Ильич, муж Кати
- 2009 — Прощение — герр Гюнтер
- 2009 — Осенние заботы — Борис
- 2009 — Ловушка — Александр — босс Веры
- 2009 — Легенды колдовской любви — Сикорский
- 2009 — Йохан да Мария — Йохан
- 2009 — Дот — Курт
- 2009 — Веское основание для убийства — следователь ФСБ
- 2010—2013 — Ефросинья (все сезоны) — Борис Мартынов
- 2010 — Спаси и сохрани — Ульрих
- 2010 — Соседи — Виктор Стоцкий
- 2010 — Кунг-Фу Мама | Kung Fu Mama — Agentin mit Kids (Германия)
- 2010 — Демоны — Александр Борисович Кононов, управляющий казино
- 2010 — Двое — Райнер, фельдфебель
- 2010 — Вчера закончилась война — Фриц
- 2011 — Чемпионы из подворотни — отец «Профессора»
- 2011 — Тёмные воды — Сергей, отец Димы
- 2011 — Сваты-5 — Игорь Сергеевич, шеф Макса
- 2011 — Остров ненужных людей — отец Кристины
- 2011 — Небесные родственники — Виталий Полуянов, шеф эфирной студии
- 2011 — Любовь и немного перца — Стас, муж Ларисы
- 2011 — «Кедр» пронзает небо — Аллен Даллес
- 2011 — Доярка из Хацапетовки-3 — Андре, покупатель ресторана
- 2011 — Доставить любой ценой — Отто Шульц, немецкий профессор
- 2011 — Весна в декабре — Анатолий Викторович Орлов, начальник Вадима
- 2011 — Биение сердца — Шмелёв
- 2011 — Баллада о бомбере — майор фон Липпе, начальник концлагеря
- 2012 — Счастливый билет — Райзен, профессор
- 2012 — Порох и дробь — Клаус Зольберг, владелец рекламного агентства
- 2012 — Одесса-мама — Сидоров, полковник, начальник управления КГБ г. Одессы
- 2012 — Обучаю игре на гитаре — Улдис Тадасович, профессор
- 2012 — Мечтать не вредно — Пётр Гаврилович, отец Марины и Светланы
- 2012 — Мама, я лётчика люблю — Иван Журба
- 2012 — Мама поневоле — Виктор Калугин, любовник и коллега Татьяны
- 2012 — Люблю, потому что люблю — Олег Рагулин, глава администрации
- 2012 — Личная жизнь следователя Савельева (Кордон следователя Савельева) — Карл Геттих, заместитель управляющего филиалом банка в Вене
- 2012 — Истории графомана — Андрей
- 2012 — Женский доктор — Валентин Бондарев, заведующий женской консультацией
- 2012 — Брат за брата-2 — Сергей Пешков («Ботвинник») — киллер
- 2012 — Белые волки — Владимир Сергеевич Волков, владелец алмазодобывающей компании (8-я серия)
- 2012 — NINA UNDERCOVER Simon X. Rost | Dreamtool Entertainment | RTL
- 2013 — Позднее раскаяние — Томаш, любовник главной героини
- 2013 — Вместе навсегда — профессор Гуций
- 2013 — Любовь с испытательным сроком — инспектор по делам несовершеннолетних
- 2013 — Кроссмейстер — Ахтэм
- 2013 — Женский доктор-2 — Валентин Бондарев, заведующий женской консультацией
- 2013 — Без права на выбор — генерал фон Громель
- 2013 — Спецотряд «Шторм» — Чекалин, директор казино
- 2013 — Трубач — мэр города
- 2014 — Узнай меня, если сможешь — Николай, правая рука Уварова
- 2014 — Я буду ждать тебя всегда — Гурьянов, банкир
- 2014 — Скорая помощь — Смирницкий, кардиолог
- 2014 — Дело для двоих — отец Полины
- 2014 — Дело Ангела — отец Моцарта
- 2014 — Братские узы — Слепенков, кардиохирург
- 2014 — Ограбление по-женски — Эдуард, банкир
- 2014 — Лабиринты судьбы — Борис, депутат
- 2014 — Бар — Павел Семёнович, профессор литературы
- 2015 — Офицерские жёны — немецкий генерал
- 2015 — Влюблённые женщины — Семёныч
- 2015 — Гетман — Чаплинский
- 2015 — Фронт — адмирал Канарис
- 2015 — Неподсудные — Марк Ильич, директор банка
- 2015 — Плохая соседка — Виктор
- 2015 — Измены — врач Даши
- 2015 — Анка с Молдаванки — Георгий Ксенакис, отец Ани
- 2015 — HAMMER UND SICHL — Oliver Mielke — Entertainment Factory — BR
- 2015 — Никонов и Ко — Злотарёв, владелец модельного агентства
- 2015 — Лондонград — Оливье Левассер, директор ИФА
- 2015 — Отдел-44 — Николай Строгов, шеф отдела
- 2016 — Сны — Второй шанс — Александр, банкир
- 2016 — Слуга народа — Отто Адельвайнштайнер, глава МВФ
- 2016 — Ведьма — Баро, цыганский барон
- 2016 — Сказка старого мельника — Шмальц
- 2016 — Жозефина и Наполеон — Войцех, отец Жозефины
- 2016 — Гражданин Никто — Игорь Иванович Шевцов, продюсер
- 2017 — Две жизни — Тимофей Михайлович, министр
- 2017 — Слуга народа-2 — глава МВФ
- 2021 — Мёртвые лилии — Аркадий

## Роли в театре
- 1987—1992 EIN SOMMERNACHTSTRAUM Egeus Malachow Theater auf dem Podol, Kiew
- 1996—1997 DIE BLINDEN Blinder E. Schopohl Theater Fisch & Plastik, Munchen
- 1996—1997 DIE UNVERUNFTIGEN Hans E. Schopohl Theater Fisch & Plastik, Munchen
- 2000—2001 EINE ART HADES Romancier E. Schopohl Theater Fisch & Plastik, Munchen
- 2000 EXPO-GASTMAHL Zar G. Pfafferodt EXPO Theater, Hannover
- 2001 HERZOG T. VON GOTLAND Usbek E. Schopohl Theater Fisch & Plastik, Munchen
- 2003 POESIECOLLAGE Dichter A. Kritemko Theaterhaus, Stuttgart
- 2004 GLAUBENSSTURME Pater Marten E. Schopohl Theater Fisch & Plastik, Munchen
- 2006 ABGESURZT Mistingue E. Schopohl Theater Viel Larm um Nichts, Munchen

## Премии и награды
- Народный артист Украины (2024 г.)[1].
- Заслуженный артист Украины (2019 г.)[2].

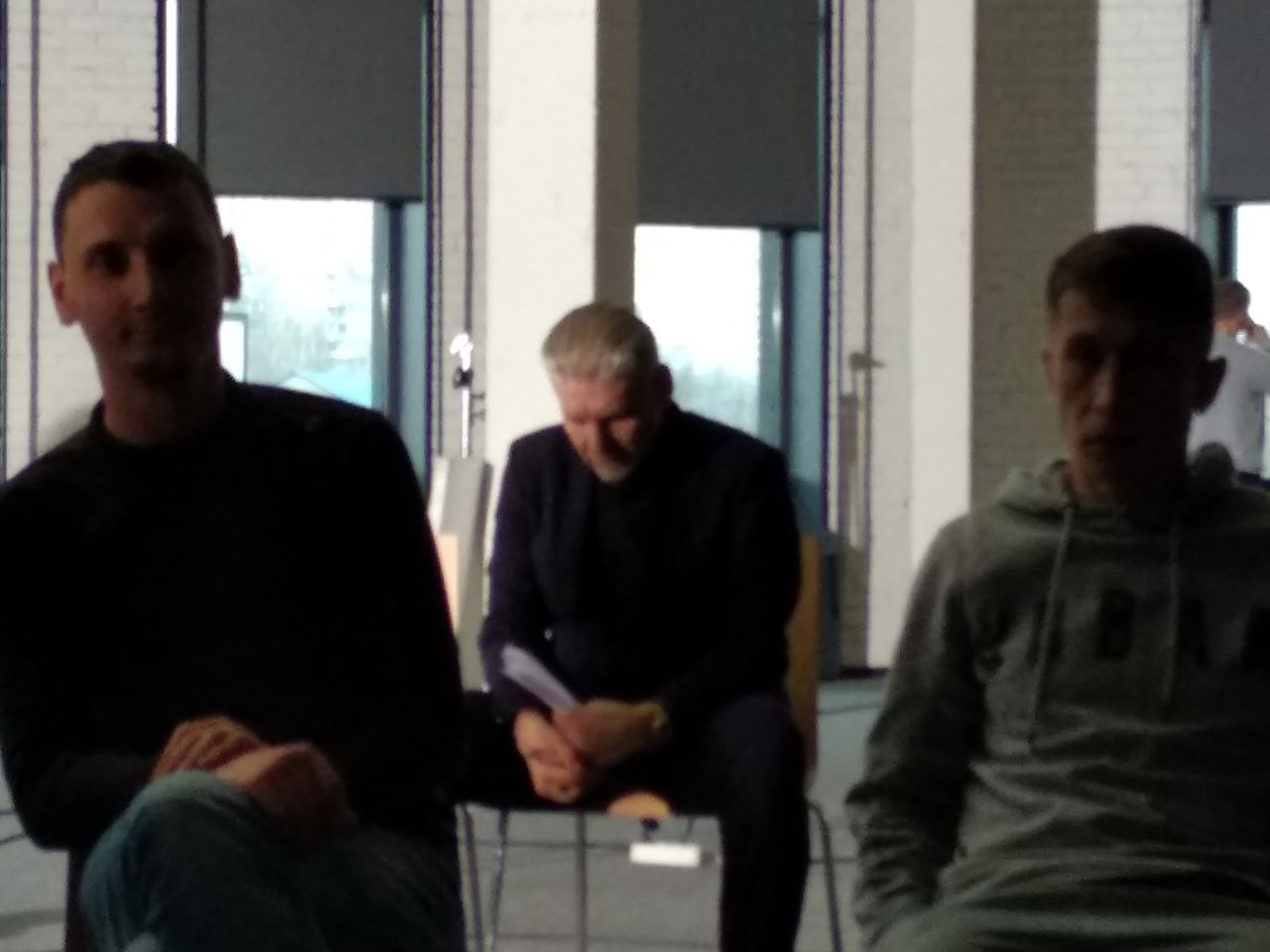
На съёмках сериала «На твоей стороне»

- Лауреат республиканского конкурса артистов эстрады (1991 г., г. Ужгород).
- Премия за лучшую актёрскую работу на театральном фестивале «Золотой Лев» (1991 г., г. Львов, спектакль «Вертеп»)[3].